# デュアルパケット定額
デュアルパケット定額（デュアルパケットていがく）とは、ソフトバンクの第三世代携帯電話SoftBank 3G専用のパケット定額制サービスである。

## 概要
ソフトバンクモバイルのSoftbank 3G端末への割引サービスのひとつで、パケット定額制を実現するサービスであり、2005年6月1日より開始された。
ボーダフォン（現ソフトバンクモバイル）では2004年11月21日より、基本プラン「バリューパックシルバー」以上の契約者を対象に、Vodafone 3G（現SoftBank 3G）端末でVodafone live!（現Yahoo!ケータイ）やメールサービスを国内で利用する場合において、月額3,900円(税抜)で定額利用が可能な「パケットフリー」を提供してきた。
一方、auがWINサービスにて、通信量に関わらない一律料金ではなく、料金と通信量について最低値と最高値を設定し、その間を従量課金とする「ダブル定額」サービスを提供し、通信量の比較的少ないユーザーでもパケット定額制サービスを気軽に利用でき、いわゆるパケ死の心配が無いとして好評となっていた。
そこでボーダフォンでは、パケットフリーをダブル定額のような課金方法のサービスに改定し、名称を「デュアルパケット定額」とした。その際、適用可能な基本プランの制限も撤廃された。
PCサイトブラウザとPCサイトダイレクト開始後は、PCサイトブラウザを使用した月は自動的に上限5,700円（税抜）、PCサイトダイレクトを使用した月は自動的に上限9,800円（税抜）とする形で対応した。ただし、モバイルパソコン等に接続してのデータ通信や、海外での利用については、定額制の対象外である。
- その後、2006年10月23日に「ゴールドプラン」「オレンジプラン」「ブループラン」の新プランが発表された際には、全プランで契約可能なパケット定額サービス「パケットし放題」とオレンジプラン(W)・ブループランおのおの専用の「パケット定額」が開始され、「デュアルパケット定額」はボーダフォン時代のプランに対してのみの契約可能とされた。

- なお現在は、受付を終了している。

新規申込終了:2007年2月28日(水)
変更申込終了:2007年5月31日(木)

### 料金
- 0～20,000パケット・一律1,000円(税抜)
- 20,000超～78,000パケットは0.05円(税抜)/パケットの従量制(未契約状態では0.2円/1パケット)

　（SMSは75%オフ）
- 78,000パケット超は一律3,900円(税抜)。これ以降は使い放題。
- モバイルデータ通信での利用分は定額対象外でパケット単価の割引もない（0.2円/1パケット）。

## 他社の類似するサービス
- ダブル定額　au by KDDI
- パケ・ホーダイ　NTTドコモ

尚、デュアルパケット定額は
1. 下限が他社サービスのうち最安の「ダブル定額ライト」と同じ
2. 上下限間のパケット単価が他社サービスのうち最安の「ダブル定額」と同じ
3. 上限が他社サービスのうち最安の「パケ・ホーダイ」と同じ

であるためどの使用量においても他社のどのサービスの料金も上回らないようになっていた。